# 饒仁侃
饒仁侃（1525年—？），字近剛，號城山，湖廣武昌府崇陽縣人，軍籍，明朝政治人物。

## 生平
嘉靖三十一年（1552年）壬子科湖廣鄉試第三十二名舉人。嘉靖四十一年（1562年）中式壬戌科會試第一百八名，三甲第一百六十五名進士。授江西饒州府推官，升刑部主事，隆慶元年（1567年）十一月選河南道監察御史，四年巡按山西。
萬曆元年（1573年）正月復除河南道御史，奉差南京畿道查刷文卷，四年三月升大理寺右寺丞，进左寺丞。五年九月升大理寺右少卿，六年正月升左少卿，三月升南京太僕寺卿，十月官至都察院右佥都御史、巡抚云南兼建昌毕节地方赞理军务，九年二月考察拾遗降一级调外任。

## 家族
曾祖饒慶壽；祖父饒孟釗；父饒蒼，母孫氏。永感下。